# Ceylongräsfågel
Ceylongräsfågel (Elaphrornis palliseri) är en fågel som numera förs till familjen gräsfåglar inom ordningen tättingar. Den förekommer endast i bergsbelägna gräsrika områden i Sri Lanka. Arten är fåtalig och tros minska i antal, varför IUCN kategoriserar den som nära hotad.

## Utseende
Ceylongräsfågeln är en färglös, knubbig gräsfågel med tunn näbb och långa, tunna ben. Den är mörkt olivbrun ovan, orangebeige på strupen och olivgrå på resten av undersidan, på buken med olivgul anstrykning.

## Utbredning och systematik
Arten placeras idag vanligen som ensam art i släktet Elaphrornis och förekommer i dvärgbambuskogar i bergstrakter på Sri Lanka. Den behandlas som monotypisk, det vill säga att den inte delas in i några underarter. Genetiska studier från 2018 visar att arten troligen tillhör en grupp gräsfåglar där de asiatiska arterna strimgräsfågel, borstgräsfågel och indisk gräsfågel ingår, men även afrikanska arter som solfjädersgräsfågeln och gräsfåglar i Bradypterus.

### Familjetillhörighet
Gräsfåglarna behandlades tidigare som en del av den stora familjen sångare (Sylviidae). Genetiska studier har dock visat att sångarna inte är varandras närmaste släktingar. Istället är de en del av en klad som även omfattar timalior, lärkor, bulbyler, stjärtmesar och svalor. Idag delas därför Sylviidae upp i ett flertal familjer, däribland Locustellidae.

## Levnadssätt
Ceylongräsfågeln bebor gräsrika områden, gärna med bambu eller Strobilanthes, i eller intill skog med tät undervegetation eller fuktig ekskog. Den hittas framför allt över 1 500 meters höjd, men har även noterats der till 350 meter.

## Status och hot
Ceylongräsfågeln har ett rätt litet utbredningsområde och är fåtalig och lokalt förekommande. Den tros också minska till följd av habitatförlust i vissa områden. Internationella naturvårdsunionen IUCN kategoriserar därför arten som nära hotad.

## Namn
Fågelns vetenskapliga artnamn hedrar Edward Mathew Palliser (1828–1907), major i British Army, samt dennes bror Frederick Hugh Palliser (1826-1883), båda samlare av specimen på Ceylon/Sri Lanka. På svenska har den tidigare kallats ceylonsmygsångare.